# Uta Abe
Uta Abe (阿部 詩 Abe Uta?), född 14 juli 2000, är en japansk judoutövare.
Abe tog guld i halv lättvikt vid olympiska sommarspelen 2020 i Tokyo efter att ha besegrat Amandine Buchard i finalen. Hon började OS med att besegra Larissa Pimenta i åttondelsfinalen, Chelsie Giles i kvartsfinalen och därefter Odette Giuffrida i semifinalen. Även hennes bror, Hifumi Abe, tog OS-guld samma dag. Abe var även en del av Japans lag som tog silver i mixedlag.